# Patrick Seale
Pour les articles homonymes, voir Seale.
Patrick Seale, né le 7 mai 1930 à Belfast et mort le 11 avril 2014 à Londres, est un journaliste et écrivain britannique spécialiste de la Syrie. 

## Biographie
Ancien correspondant du journal The Observer, il a interviewé de nombreux dirigeants et personnalités du Moyen-Orient. Il aurait été un agent du renseignement britannique. Seale était aussi un agent littéraire et un marchand d'art.
En avril 2014, il meurt d'une tumeur au cerveau.